# Luca Lupoli
Luca Lupoli (Napoli, ...) è un tenore italiano, attualmente stabile al Teatro San Carlo di Napoli.

## Biografia
Nato a Napoli, inizia a studiare pianoforte all'età di 12 anni presso il Conservatorio di Napoli San Pietro a Majella, per poi dedicarsi al canto lirico a partire dall'età di 17 anni con Girolamo Campanino. 
Parallelamente consegue la laurea in Lettere a pieni voti presso l'Università Federico II di Napoli con una tesi incentrata sul melodramma di Pietro Metastasio. Successivamente, conclude i suoi studi musicali conseguendo il diploma in canto presso il Conservatorio di Napoli San Pietro a Majella. 
Il suo debutto avviene nel 1996 interpretando il personaggio di Rodolfo nell'opera La bohème di Puccini. Partecipa a differenti concorsi lirici, tra cui il "Pavarotti International", di cui risulta vincitore.
Nel corso della sua carriera ha inciso vari brani, tra cui per la casa editrice Ricordi i volumi dal titolo "Cantolopera: Napoli Recital", portando avanti la sua attività da solista anche all'estero, ed alternando come setting di esibizione lungo il suo percorso il teatro alle sale da concerto. All'attività di solista affianca anche la collaborazione col soprano partenopeo Olga De Maio, con la quale ha costituito un duo che si esprime in un genere musicale lirico pop.
Parallelamente alla sua attività principale come cantante lirico, il tenore napoletano cura l'Associazione culturale "Noi per Napoli", un'organizzazione attiva nella divulgazione della cultura di Napoli ad ampio spettro, con la quale ha organizzato e svolto numerose iniziative culturali supportate dal patrocinio di alcune istituzioni pubbliche.
Ha inoltre ideato e condotto la trasmissione "Noi per Napoli show", trasmessa da emittenti locali partenopee, ed avente ad oggetto l'incontro tra musica, cultura ed attualità.

## Discografia
Album in studio
- Cantolopera: Napoli Recital, Vol 1 (con Compagnia d'Opera Italiana diretta da Antonello Gotta)
- Cantolopera: Napoli Recital, Vol 2 (con Compagnia d'Opera Italiana diretta da Antonello Gotta)
- Cantolopera: Napoli Recital, Vol 3 (con Compagnia d'Opera Italiana diretta da Antonello Gotta)

Singoli
- Anche quando non vuoi/Un'altra poesia (cover) (con Olga De Maio)